# Hiacynt Casteñeda
Św. Jacinto Casteñeda Puchasons wiet. Jacinto Catanhêđa Gia (ur. 13 listopada 1743 w Jativa, Walencja w Hiszpanii, zm. 7 listopada 1773 w Ðồng Mơ w Wietnamie) – dominikanin, męczennik, święty Kościoła katolickiego.

## Życiorys
Jacinto Castaneda w rodzinnym mieście wstąpił do klasztoru dominikanów. Po otrzymaniu święceń kapłańskich został wysłany na misje. Najpierw udał się do Chin. Jednak wkrótce po przybyciu doniesiono na niego władzom. Został uwięziony. Wielokrotnie stawał przed sądem, aż w końcu skazano go na wygnanie. Z tego powodu wrócił do Makau pod koniec 1769 r. W lutym następnego roku wyruszył na misje do Tonkinu w północnym Wietnamie. Tam również musiał ukrywać się przed prześladowcami. W końcu został schwytany 12 lipca 1773 r. W więzieniu w Hưng Yên spotkał innego dominikanina Wincentego Phạm Hiếu Liêm. Po pewnym czasie zostali przetransportowani w klatkach do Hanoi. Wielokrotnie stawali przed sądem. 7 listopada 1773 r. zostali ścięci.

## Kult
Dzień wspomnienia: 24 listopada w grupie 117 męczenników wietnamskich.
Beatyfikowany 20 maja 1906 r. przez Piusa X. Kanonizowany przez Jana Pawła II 19 czerwca 1988 r. w grupie 117 męczenników wietnamskich.